# Ann Haesebrouck
Ann Haesebrouck (ur. 18 października 1963 w Brugii) – belgijska wioślarka, brązowa medalistka olimpijska.

## Kariera
Wystąpiła na igrzyskach olimpijskich w Los Angeles w 1984, gdzie zdobyła srebrny medal w jedynkach. W wyścigu finałowym uplasowała się o 5,04 sekundy za Valerią Răcilą z Rumunii i o 1,83 sekundy za Carlie Geer z USA. Na rozgrywanych cztery lata później igrzyska olimpijskie w Seulu zajęła szóste miejsce w czwórkach podwójnych. Brała też udział w igrzyska olimpijskie w Barcelonie w 1992, zajmując dziewiąte miejsce w dwójkach podwójnych.
Była też między innymi szósta w jedynkach na mistrzostwach świata w Nottingham (1986) i siódma w dwójkach podwójnych na mistrzostwach świata w Kopenhadze (1987).